# Melchior Balluff
Melchior Balluff (* 11. Januar 1779 in Neuhausen auf den Fildern; † 19. August 1862 in Riedlingen) war ein deutscher Apotheker und Kommunalpolitiker.

## Leben
Balluff machte seine Ausbildung in Rottenburg am Neckar (1794–1797) und absolvierte seine Gehilfenzeit in Geislingen an der Steige, Ulm, Heidenheim und Augsburg. Nachdem er sein Provisorexamen bestanden hatte, übernahm er als Provisor die Filialapotheke in Orb. Dort hatte er wenig Erfolg und übergab die Leitung der Apotheke an L. Koch.
Anschließend arbeitete er zwei Jahre in Stuttgart als Gehilfe (1807–1809) und übernahm nach seinem Apothekerexamen im Jahre 1809 in Stuttgart die Klebersche Apotheke in Riedlingen. Diese übergab er 1845 an seinen Sohn Wilhelm. Sein Sohn Paul war als Apotheker in New York City tätig.
Melchior Balluff gründete mit zwei weiteren Pharmazeuten 1804 in Augsburg die „Gesellschaft korrespondierender Pharmazeuten“ und wurde deren erster Präsident. Ziel dieser Vereinigung war es unter anderem, „die Pharmazie in ihren theoretischen Grundlagen zu pflegen und zu erweitern“.
Ab 1827 war Balluff im Stadtrat in Riedlingen tätig.